# Eva Hodanová
Eva Hodanová (* 18. Dezember 1993 in Stříbro) ist eine tschechische Volleyballspielerin. Sie war in ihrer Heimat drei Mal Vizemeisterin und vier Mal Pokalfinalistin, sie gewann je einmal den deutschen und den tschechischen Pokal.

## Karriere

### Verein
Hodanová begann ihre Karriere im Nachwuchs von Lokomotiva Plzeň. 2012 wechselte sie zu PVK Olymp Prag. Dort kam die Außenangreiferin über die Juniorinnen in die erste Mannschaft. Mit dem Verein stand sie von 2013 bis 2015 dreimal in Folge im Pokalfinale und wurde dreimal Vizemeisterin. In der Saison 2015/16 wurde sie mit Prag Vierte in der tschechischen Liga.

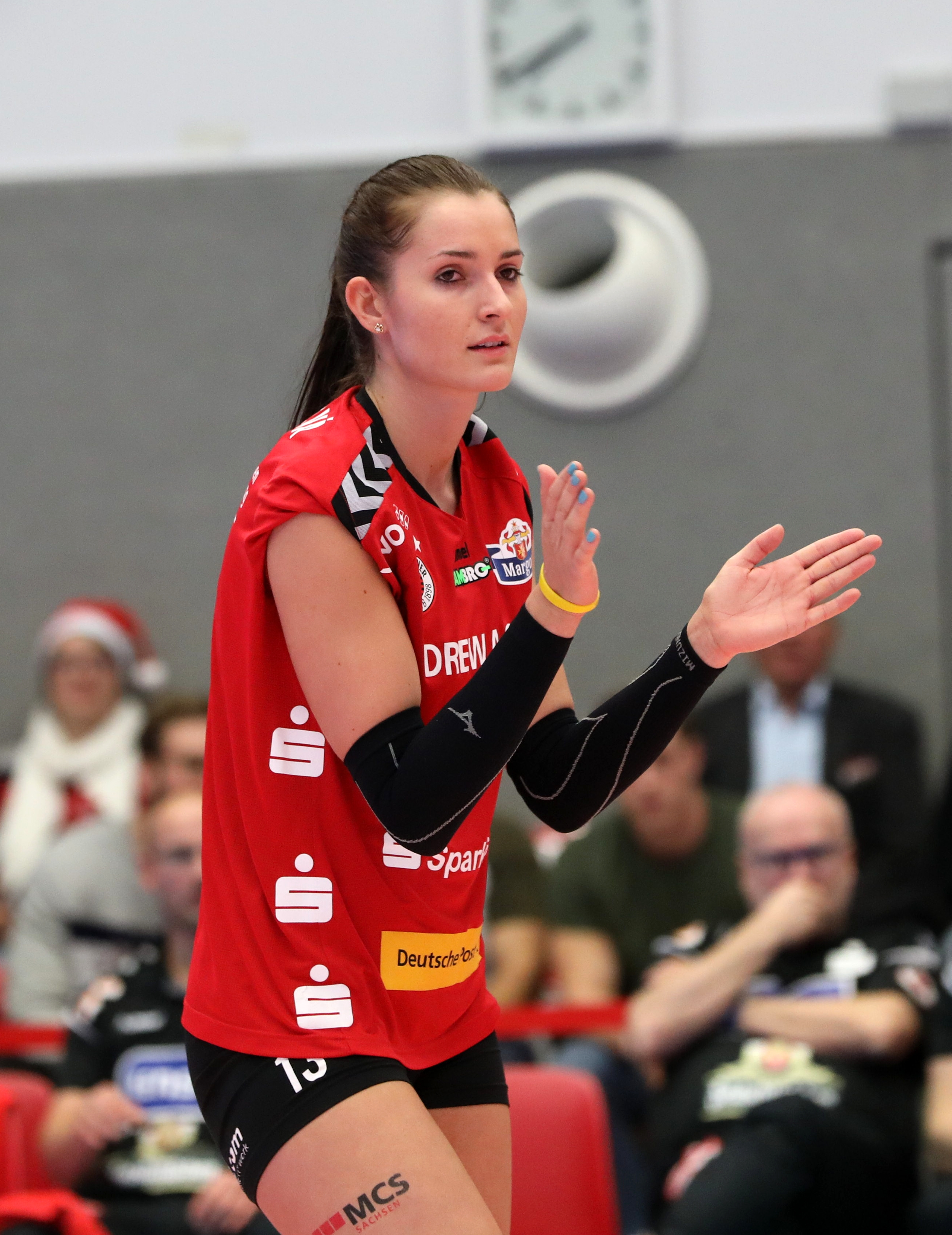
Eva Hodanová 2017 beim Dresdner SC

2016 wechselte die Außenangreiferin zum deutschen Bundesligisten Dresdner SC. Direkt in ihrem ersten Punktspiel am 22. Oktober erlitt Hodanová einen Kreuzband- und Meniskusriss, sodass sie für den Rest der Saison ausfiel. Zu Beginn der Saison 2017/18 gab sie im Oktober 2017 ihr Comeback. Mit dem Dresdner SC gewann sie im Finale gegen den 1. VC Wiesbaden den DVV-Pokal 2017/18. In den Bundesliga-Playoffs erreichte sie mit der Mannschaft das Halbfinale, das gegen den Schweriner SC verloren ging. Danach wechselte Hodanová zum Ligakonkurrenten SC Potsdam. Im Halbfinale des DVV-Pokals 2018/19 unterlag sie mit Potsdam gegen den SSC Palmberg Schwerin. Gegen denselben Gegner schied sie im Playoff-Halbfinale der Bundesliga aus. Wegen eines nicht bestandenen Medizinchecks wurde der Vertrag im September 2019 aufgelöst.
Hodanová wechselte daraufhin zum tschechischen Verein VK UP Olomouc. Mit Olomouc gewann sie in der Saison 2019/20 den tschechischen Pokal. Nach der Saison kehrte sie zu ihrem früheren Verein PVK Olymp Prag zurück. 2021 wurde sie vom deutschen Bundesligisten Ladies in Black Aachen verpflichtet. 2022 wechselte Hodanová zum Ligakonkurrenten VfB Suhl Lotto Thüringen. Mit der Suhler Mannschaft erreichte sie im Challenge Cup das Halbfinale, wo sie gegen den späteren Titelgewinner Reale Mutua Fenera Chieri ausschieden. Nach nur einer Saison verließ sie Suhl wieder und kehrte zum zweiten Mal zu PVK Olymp Prag zurück.

### Nationalmannschaft
2013 gab Hodanová ihr Debüt in der tschechischen Nationalmannschaft. Im gleichen Jahr nahm sie mit dem Team am World Grand Prix teil. Anschließend spielte sie mit Tschechien bei der Europameisterschaft in Deutschland und der Schweiz und schied als Gruppenzweite der Vorrunde in der ersten KO-Runde aus. Auch bei den Grand Prix 2014 und 2015 gehörte Hodanová zur tschechischen Nationalmannschaft. Bei der EM 2015 schied sie mit Tschechien erneut in der Playoff-Runde vor dem Viertelfinale aus.